# Уречье (Ровненская область)
Уречье (укр. Уріччя) — село в Варашской городской общине Варашского района Ровненской области Украины.
Население по переписи 2001 года составляло 212 человек. Почтовый индекс — 34320. Телефонный код — 3634. Код КОАТУУ — 5620886904.